# أدر (الكرك)

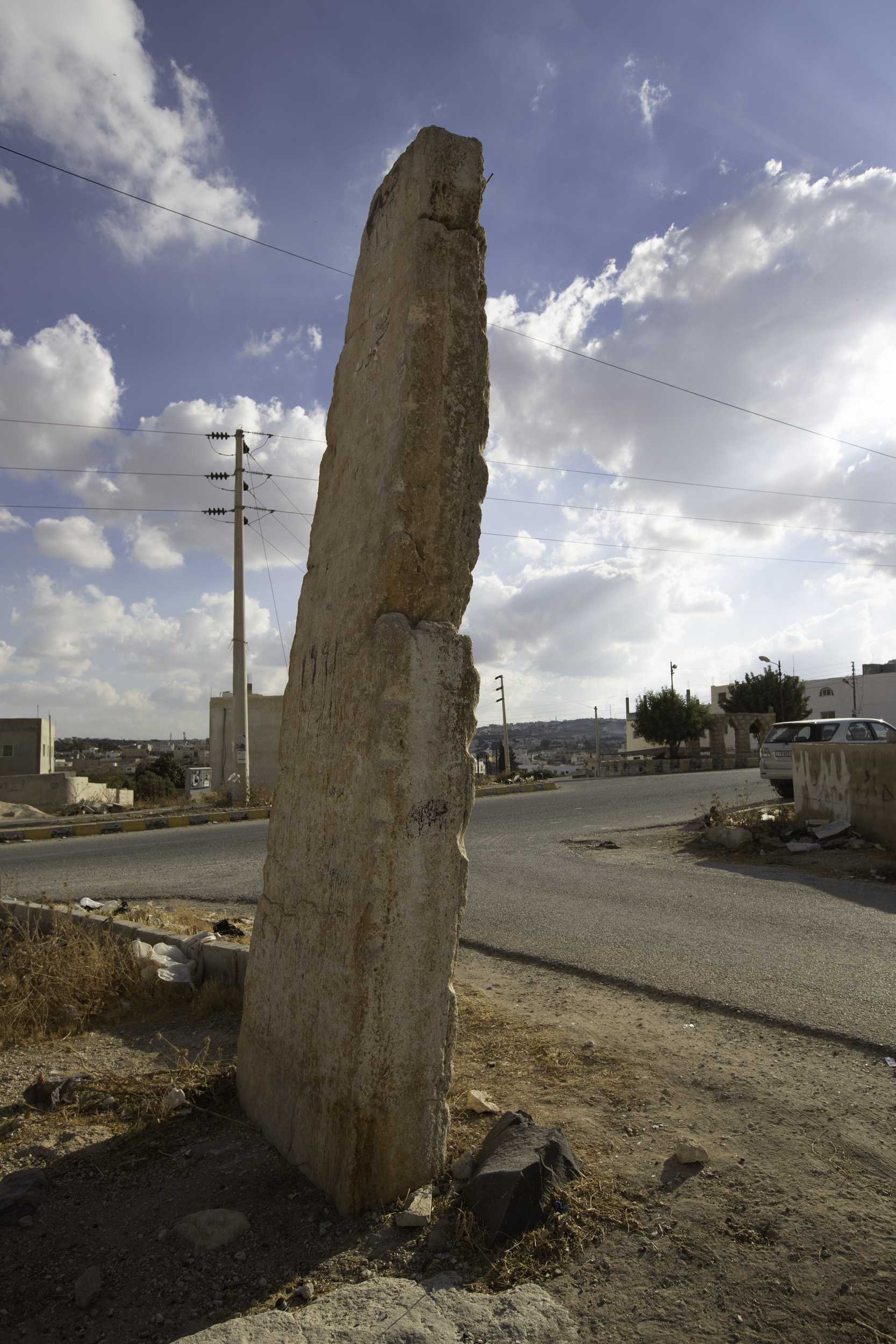
صورة لأحد شوارع منطقة أدر

أدر قرية أردنية في محافظة الكرك جنوبًا عدد سكانها قرابة «6514 نسمة» يعود الاستيطان البشري فيها لالاف السنين ، واول من سكنها الرومان حيث استمدت اسمها من اسم القيصر الروماني (ادريانوس) الذي افتتح طريق النصر الممتد من بصرى الشام إلى البحر الأحمر وقد يعود اسمها إلى اللفظ السرياني والذي يعني " البيدر " . وفيها الكثير من الشواهد على أنها كانت آهلة بالسكان كالقطع الفخارية والآبار القديمه وأساسات البناء الأصلي ويمكن الجزم أنها كانت ذات تعداد سكاني كبير إذ أن حولها ينتشر الكثير من الآثار والأماكن والمعاصر القديمة ، وأهلها الآن خليط متجانس من المسيحيين والمسلمين وهي مضرب مثل في التسامح الديني والأخوي حيث يسكنها عشائر المعايطة " حكام صبحا " وعشيرة الحوراني وعشائر مسيحية كالبقاعين والمدانات والحجازين والزريقات والهلسا وذلك باشارة العديد من المواقع الاثرية التي تعود لهذه الحقبة الزمنية فيها.
يسكن ادر حاليا خليط متجانس من المسلمين والمسيحيين وهي مضرب مثل في التسامح الديني والاخوي ، ومن العشائر المسيحية التي تسكن ادر حاليا البقاعين والمدانات والحجازين والحوراني جنبا الى جنب مع عشائر المعايطة التميمية المسلمة اكبر عشائر القرية.
تتبع أدر إلى لواء قصبة الكرك ، وهي احدى مناطق بلدية الكرك الكبرى اذ تقع على بعد حوالي سبعة كيلو مترات شمال شرق الكرك، وارتفاعها عن سطح البحر 1050 م.

## الوصلات الخارجية
- دائرة الاحصاءات العامة